# Nastro d'argento alla migliore commedia
Il Nastro d'argento alla migliore commedia è un riconoscimento cinematografico italiano assegnato annualmente dal Sindacato Nazionale Giornalisti Cinematografici Italiani a partire dal 2009.

## Albo d'oro
I vincitori sono indicati in grassetto, a seguire gli altri candidati.

### Anni 2000-2010
- 2009: Ex, regia di Fausto Brizzi
  - Diverso da chi?, regia di Umberto Carteni
  - Generazione mille euro, regia di Massimo Venier
  - Italians, regia di Giovanni Veronesi
  - Si può fare, regia di Giulio Manfredonia

### Anni 2010-2019
- 2010: Mine vaganti, regia di Ferzan Özpetek
  - Cado dalle nubi, regia di Gennaro Nunziante
  - Genitori & figli - Agitare bene prima dell'uso, regia di Giovanni Veronesi
  - Happy Family, regia di Gabriele Salvatores
  - Io, loro e Lara, regia di Carlo Verdone
- 2011: Nessuno mi può giudicare, regia di Massimiliano Bruno
  - Benvenuti al Sud, regia di Luca Miniero
  - Boris - Il film, regia di Giacomo Ciarrapico, Mattia Torre e Luca Vendruscolo
  - Che bella giornata, regia di Gennaro Nunziante
  - Femmine contro maschi, regia di Fausto Brizzi
  - Gianni e le donne, regia di Gianni Di Gregorio
  - Immaturi, regia di Paolo Genovese
  - La banda dei Babbi Natale, regia di Paolo Genovese
  - La vita facile, regia di Lucio Pellegrini
  - Maschi contro femmine, regia di Fausto Brizzi
  - Qualunquemente, regia di Giulio Manfredonia
  - Senza arte né parte, regia di Giovanni Albanese
- 2012: Posti in piedi in paradiso, regia di Carlo Verdone
  - Ciliegine, regia di Laura Morante
  - Immaturi - Il viaggio, regia di Paolo Genovese
  - I più grandi di tutti, regia di Carlo Virzì
  - La kryptonite nella borsa, regia di Ivan Cotroneo
- 2013: Viaggio sola, regia di Maria Sole Tognazzi
  - Benvenuto Presidente!, regia di Riccardo Milani
  - Buongiorno papà, regia di Edoardo Leo
  - Tutti contro tutti, regia di Rolando Ravello
  - Una famiglia perfetta, regia di Paolo Genovese
- 2014: Song'e Napule, regia dei Manetti Bros.
  - La mossa del pinguino, regia di Claudio Amendola
  - Smetto quando voglio, regia di Sydney Sibilia
  - Sotto una buona stella, regia di Carlo Verdone
  - Tutta colpa di Freud, regia di Paolo Genovese
- 2015: Noi e la Giulia, regia di Edoardo Leo
  - Fino a qui tutto bene, regia di Roan Johnson
  - Il nome del figlio, regia di Francesca Archibugi
  - Italiano medio, regia di Maccio Capatonda
  - Latin Lover, regia di Cristina Comencini
- 2016: Perfetti sconosciuti, regia di Paolo Genovese
  - Dobbiamo parlare, regia di Sergio Rubini
  - Io e lei, regia di Maria Sole Tognazzi
  - Natale col boss, regia di Volfango De Biasi
  - Quo vado?, regia di Gennaro Nunziante
- 2017: L'ora legale, di Salvo Ficarra e Valentino Picone
  - Lasciati andare, di Francesco Amato
  - Moglie e marito, di Simone Godano
  - Omicidio all'italiana, di Maccio Capatonda
  - Orecchie, di Alessandro Aronadio
- 2018: Come un gatto in tangenziale, di Riccardo Milani
  - Ammore e malavita, dei Manetti Bros.
  - Benedetta follia, di Carlo Verdone
  - Brutti e cattivi, di Cosimo Gomez
  - Metti la nonna in freezer, di Giancarlo Fontana e Giuseppe G. Stasi
  - Smetto quando voglio - Ad honorem, di Sydney Sibilia
- 2019: Bangla, regia di Phaim Bhuiyan
  - Bentornato Presidente, regia di Giancarlo Fontana e Giuseppe G. Stasi
  - Croce e delizia, regia di Simone Godano
  - Dolceroma, regia di Fabio Resinaro
  - Troppa grazia, regia di Gianni Zanasi

### Anni 2020-2029
- 2020: Figli, regia di Giuseppe Bonito
  - Il primo Natale, regia di Salvo Ficarra e Valentino Picone
  - Lontano lontano, regia di Gianni Di Gregorio
  - Odio l'estate, regia di Massimo Venier
  - Tolo Tolo, regia di Luca Medici
- 2021:[1][2] L'incredibile storia dell'Isola delle Rose, regia di Sydney Sibilia
  - Genitori vs influencer, regia di Michela Andreozzi
  - Si vive una volta sola, regia di Carlo Verdone
  - Sul più bello, regia di Alice Filippi
  - Tutti per 1 - 1 per tutti, regia di Giovanni Veronesi
- 2022: Come un gatto in tangenziale – Ritorno a Coccia di Morto, regia di Riccardo Milani (ex aequo) e Corro da te, regia di Riccardo Milani (ex aequo)
  - Belli ciao, regia di Gennaro Nunziante
  - Giulia, regia di Ciro De Caro
  - La cena perfetta, regia di Davide Minella
  - Settembre, regia di Giulia Louise Steigerwalt
- 2023:[3] Mixed by Erry, regia di Sydney Sibilia
  - Grazie ragazzi, regia di Riccardo Milani
  - Il grande giorno, regia di Massimo Venier
  - Astolfo, regia di Gianni Di Gregorio
  - Romantiche, regia di Pilar Fogliati
- 2024: Un mondo a parte, regia di Riccardo Milani
  - Romeo è Giulietta, regia di Giovanni Veronesi
  - Troppo azzurro, regia di Filippo Barbagallo
  - Un altro ferragosto, regia di Paolo Virzì
  - Volare, regia di Margherita Buy
- 2025: Follemente, regia di Paolo Genovese
  - Cortina Express, regia di Eros Puglielli
  - Diva Futura, regia di Giulia Louise Steigerwalt
  - La storia del Frank e della Nina, regia di Paola Randi
  - U.S. Palmese, regia dei Manetti Bros.